# Yu-5
Yu-5（中国語：鱼-5）魚雷は、中華人民共和国によって開発された最初の有線誘導魚雷であり、通常動力型ディーゼル電気潜水艦用に設計された対潜魚雷である。1989年に就役した。
Yu-5は純粋な国産開発の成果ではなく、主にソビエト連邦とアメリカ合衆国による設計に基づいており、特に推進システムの多くはアメリカ合衆国のMk46軽量魚雷から派生したものだとされる。

## 開発経緯
中国は1960年代初頭から魚雷の有線誘導技術の研究を始めていたが、中国国内の政治的混乱により、他の多くの研究計画と同様に、この研究も中断されていた。その後、Yu-3魚雷の開発計画が進展する中で、中国人民解放軍はASW魚雷が必要であると認識することとなった。これは、通常動力型ディーゼル電気潜水艦艦隊において、開発中のASuW魚雷（Yu-4魚雷）に加えて必要とされていたものであった。その結果、有線誘導技術を活用することが決定され、Yu-5魚雷が開発された。
Yu-5魚雷の開発は、1970年代初頭にYu-4魚雷の開発とほぼ同時期に開始された。しかし、中国の技術・産業基盤の遅れが遅れから、当初は有線誘導の試験では1950年代末に行われた試験と同様に、銅線ではなく鋼線が使用されていた。Yu-5魚雷の推進機構の開発には、アメリカのMk46魚雷が大いに参考にされた。これは中国の漁師が回収したMk46魚雷がもたらしたオットー燃料IIの研究によるもので、その後、1985年に締結された米中間の契約で、中国がMk46 Mod.2魚雷をライセンス生産するための技術支援も参考にされた。また、一部の未確認報告では、Yu-5魚雷の開発中にアメリカや日本の先進的な商用オフザシェルフ技術が使用されたとされている。これらの高度な商用技術の活用が約20年にわたる開発長期化の一因とされている。Yu-5魚雷計画はYu-4魚雷計画とほぼ同時期に始まったものの、Yu-4のほうが先に完成した。さらに、Yu-5の開発が長引いた理由の一つは、Yu-5が後続の魚雷（Yu-6魚雷など）のための新技術の試験用として使用されたことである。例えば、光ファイバー有線誘導技術が1986年からYu-5魚雷で試験されていたが、この試験はある程度満足のいく結果を得たものの、Yu-5魚雷には採用されず、従来の銅線が使用された。
Yu-5魚雷は1989年に正式に採用され、1990年から量産が開始された。この魚雷は、主に有線誘導によって誘導され、最終段階ではアクティブ/パッシブ音響ホーミング誘導に切り替えられた。また、有線が最終段階前に偶発的に切断された場合も、アクティブ/パッシブ音響ホーミング誘導が自動的に作動する。Yu-5は、中国が開発した初の通常動力潜水艦用の国産ASW魚雷となった。

## 仕様諸元
- 直径: 533 mm[2]
- 全長: 7.8 m[2]
- 弾頭: 炸薬400 kg[2]
- 誘導: アクティブ / パッシブ音響ホーミング + 有線誘導[2]
- 推進剤: オットー燃料II[2]
- 原動機: 斜盤機関[2]
- 射程: 最大 30 km @ 50ノット (93 km/h)
- 速度: 最大 50-ノット (93 km/h)[2]
- 深度: > 400 m[2]